# Формели (Фрозиноне)
Формели је насеље у Италији у округу Фрозиноне, региону Лацио.
Према процени из 2011. у насељу је живело 124 становника. Насеље се налази на надморској висини од 263 м.